# Bernhard Henrik Crusell

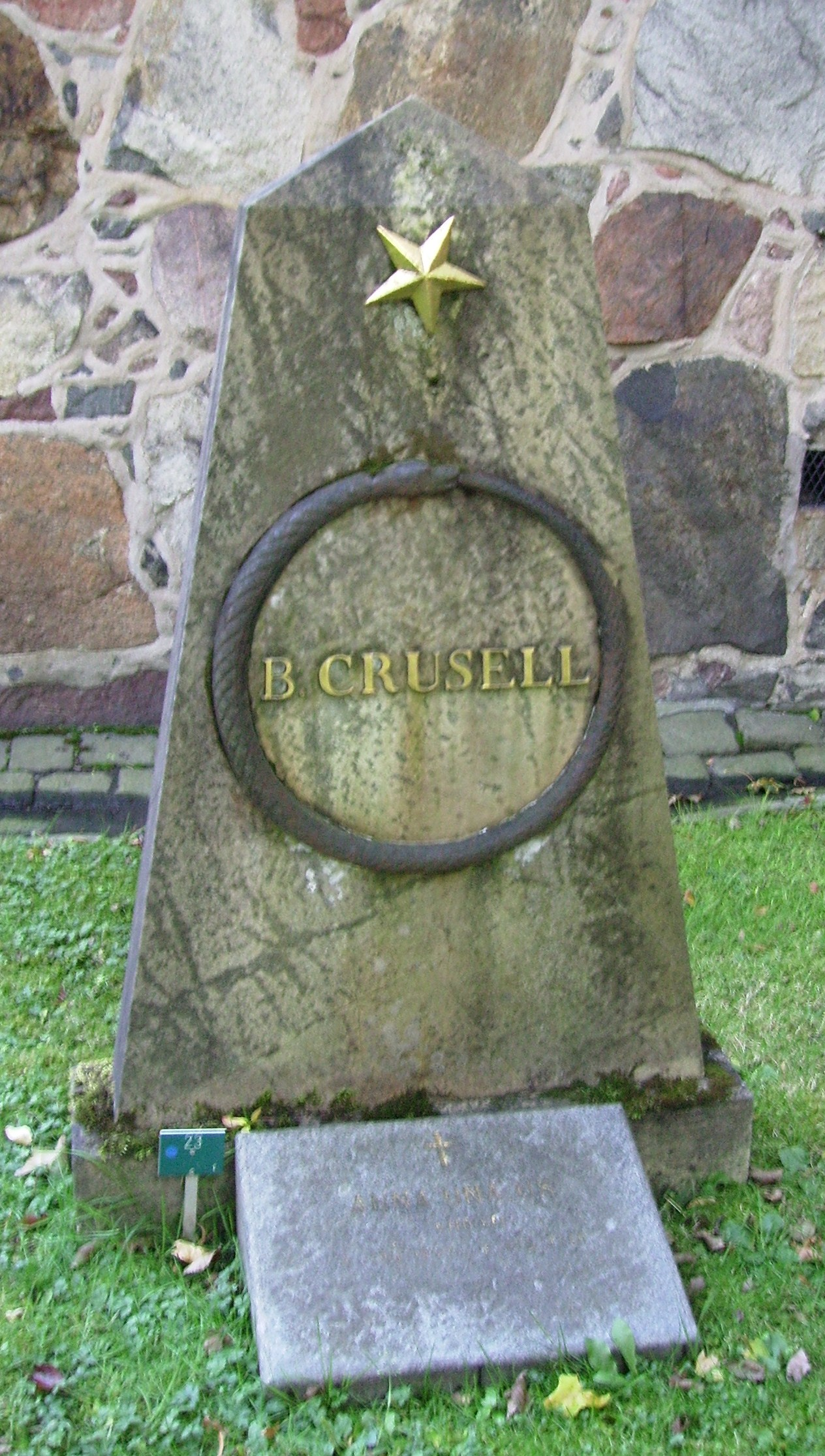
La tumba de Bernhard Crusell en el cementerio de Solna.

Bernhard Henrik Crusell (Nystad, Imperio Sueco, 15 de octubre de 1775; Estocolmo, 28 de julio de 1838) fue un clarinetista, compositor y traductor sueco-finlandés, "el compositor clásico finlandés más importante y más conocido internacionalmente y, de hecho, el más relevante compositor finlandés anterior a Sibelius."

## Primeros años y prácticas
Crusell nació en Uusikaupunki (sueco: Nystad), Finlandia, en una familia pobre de encuadernadores. Su abuelo, Bernhard Kruselius, había aprendido el oficio de encuadernación en Turku y Estocolmo, luego se estableció en Pori, donde tuvo nueve hijos, incluido el padre de Crusell, Jakob, que también trabajó de encuadernador. En 1765, después de completar su aprendizaje, Jakob marchó a Uusikaupunki y se casó con Helena Ylander, pero ella murió aproximadamente un año después. En 1769 casó con Margaretha Messman. La pareja tuvo cuatro hijos, pero Bernhard fue el único que sobrevivió a la infancia.
Cuando Crusell tenía ocho años, la familia se movió a Nurmijärvi, a unas 23 millas al norte de Helsinki. Tenía un sentido innato de la música y aprendió de oído a tocar el clarinete. Pronto comenzó a recibir clases de un miembro de la banda del regimiento de Nyland.
En 1788, cuando tenía trece años, otro amigo de la familia, consciente de la capacidad natural del joven, lo llevó a ver al comandante O. Wallenstjerna en Sveaborg (finés: Viapori). Sveaborg era una fortaleza sueca construida en seis islas frente a la costa de Helsinki. Los oficiales educados del fuerte tuvieron una influencia significativa en la cultura y la política de la ciudad. Wallenstjerna, impresionado con la forma de tocar de Crusell, lo reclutó como miembro voluntario de la banda militar de Sveaborg y le dio un lugar para vivir con su propia familia. Crusell recibió educación en Sveaborg y destacó en música e idiomas. En 1791 Wallenstjerna fue trasladado a Estocolmo y Crusell le siguió. 
Aunque Crusell pasó la mayor parte del resto de su vida en Suecia, siempre se consideró finlandés. En sus últimos años en una carta a Runeberg, se llamó a sí mismo un "finsk landman" (un finlandés). [5] También redactó sus diarios de viaje en finés.

## Carrera como clarinetista
En Estocolmo, Crusell continuó sus estudios y se estableció como solista de clarinete. En 1792, a la edad de dieciséis años, recibió el nombramiento de director de la banda de regimiento, y en 1793 se convirtió en clarinetista principal de la Hovkapellet (Royal Court Orchestra), dirigida por su profesor de composición, el compositor alemán Abbé Vogler. En 1798 recibió apoyo financiero que le permitió residir en Berlín durante unos meses y estudiar con el conocido clarinetista alemán Franz Tausch (1762–1817). Tausch había fundado la escuela alemana de clarinete que pefería la belleza del tono sobre la técnica.. El progreso de Crusell fue rápido y actuó en conciertos en Berlín y Hamburgo antes de regresar a Suecia. La crítica del concierto de Hamburgo en el Allgemeine musikalische Zeitung fue positiva.
Crusell vivió en Suecia por el resto de su vida, y solo fue a Finlandia una vez. Después de un viaje a San Petersburgo, en su retorno a Suecia, actuó en Helsinki el 7 de julio de 1801, con el pianista Fredrik Lithander como acompañante, y en Turku el 30 de julio, en un concierto organizado por la orquesta de la Sociedad Musical de Turku.
En Estocolmo, Crusell conoció al embajador de Francia en Suecia, quien le animó a viajar a París en 1803. Allí actuó y también estudió clarinete con Jean-Xavier Lefèvre, en el recién creado Conservatorio. El 2 de junio, a instancia de Lefèvre, compró una nueva boquilla hecha por Michel Amlingue (1741–1816) y el 14 de septiembre un clarinete de seis llaves C hecho por Jean Jacques Baumann. 
Por entonces, el Théâtre-Italien de París le ofreció a Crusell un puesto como primer clarinetista. El rey Gustavo Adolfo de Suecia, que deseaba mantener a Crusell en la orquesta real, rechazó ampliar el permiso de residencia en el exterior pero, como incentivo positivo, le convirtió en el director principal de las bandas del regimiento de guardaespaldas. Cuando Crusell regresó a Estocolmo, permaneció con la Orquesta Real sueca hasta 1833. 
Durante su carrera, Crusell se hizo cada vez más conocido como solista de clarinete, no solo en Suecia sino también en Alemania e incluso en Inglaterra. Tocó composiciones de Beethoven, Jadin, Krommer, Lebrun, Mozart y Peter Winter, entre otros. De las más de 50 críticas de conciertos conocidos (la mayoría de los cuales aparecieron en el alemán Allgemeine musikalische Zeitung), ni siquiera uno fue calificado negativamente. Carl Abraham Mankell (1802–1868), crítico musical de Svenska Tidningen (noticiero sueco), admiraba el modo de tocar de Crusell por la contundencia del tono y la calidad en todo el rango musical del instrumental. Crusell también fue muy admirado por su dominio del piano. Durante muchos años fue el músico mejor pagado de la orquesta de la corte.

## Carrera como compositor
Entre 1791 y 1799, Crusell estudió teoría y composición musical con Abbé Vogler y el profesor alemán, Daniel Böritz, cuando Böritz residía en Estocolmo. En 1803, mientras estaba en París, Crusell estudió composición en el Conservatorio con Gossec y Berton. Compuso piezas, incluyendo conciertos y obras de cámara. En 1811 viajó a Leipzig donde estableció contacto con la editora de música Bureau de Musique, que se convirtió en parte de la C. F. Peters en 1814. 
De 1818 a 1837 durante los veranos dirigió bandas militares en Linköping, proporcionándoles arreglos de marchas y propuestas de Rossini, Spohr y Weber y componiendo piezas para coros masculinos. En 1822 publicó tres volúmenes de canciones para textos del poeta sueco Tegnér y otros, y en 1826 otro volumen, la saga Frithiofs, con diez canciones para textos de Tegnér. Una ópera, Lilla slavinnan (La pequeña esclava), se estrenó en Estocolmo en 1824 y se repitió 34 veces en los siguientes 14 años.

## Otros logros y premios
Crusell fue un hábil lingüista que tradujo importantes óperas italianas, francesas y alemanas para ser representadas en Suecia. Su traducción de Le nozze di Figaro de Mozart, realizada por primera vez en 1821, supuso el ingreso de Crusell en la Sociedad Geatish, la asociación de académicos literarios de Suecia. En 1837, la Academia Sueca le otorgó la Medalla de Oro y fue admitido en la Orden de Vasa, por sus servicios al país y a la sociedad. La Biblioteca Nacional de Suecia posee dos manuscritos autobiográficos de Crusell.

## Festival Musical Crusell
Desde 1982, la Semana Crusell se celebra cada verano en Uusikaupunki, Finlandia (lugar de nacimiento de Bernhard Crusell). El festival está dedicado a la música para instrumentos de viento de madera. El Director Artístico de la Semana de Crusell es Jussi Särkkä.

## Lista de obras musicales

### Solista con orquesta
- Concierto para clarinete en Mi bemol mayor, Op. 1
  - Movimientos: Allegro – Adagio – Rondo. Allegretto
  - Completado en 1808? o 1810; publicado en Leipzig, A. Kühnel, 1811, p. n.º 907 (after 1814 reeditado por C. F. Peters).
  - Duración: unos 22 minutos.

- Concierto para clarinete en Fa menor, Op. 5 ("Grand")
  - Movimientos: Allegro – Andante pastorale – Rondo. Allegretto
  - Estreno: 1815; publicado en Leipzig, C. F. Peters, 1817, p. n.º 1335.
  - Duración: ca. 24 minutos.

- Concierto para clarinete en Si bemol mayor, Op. 11
  - Movimientos: Allegro risoluto – Andante moderato – Alla polacca
  - Compuesto ca. 1807?, posteriormente revisado y publicado en Leipzig, C. F. Peters, 1829, p. n.º 2077.
  - Duración: ca. 25 minutos.

- Sinfonía concertante en Si bemol mayor, para clarinete, trompa, fagot y orquesta, Op. 3
  - Movimientos: Allegro – Andante sostenuto – Allegro ma non tanto
  - Estreno: 1804; revisada y publicada en Leipzig, C. F. Peters, 1830.

- Concertino en Si bemol mayor, para fagot y orquesta
  - Completado y publicado en Leipzig, C. F. Peters, 1829.

- Introduction et Air suedois, para clarinete y orquesta, Op. 12
  - Otro título: Introducción y Variaciones para Clarinete y Orquesta, Op. 12
  - Basada en la popular canción sueca "Supvisa", de Olof Åhlström
  - Estreno en 1804 como Variationer på visan: Goda gosse, glaset töm
  - Revisada y publicada en Leipzig, 1830.

- Airs suedois para fagot y orquesta (1814)
  - A menudo esta obra se confunde con Introduction et Air suedois, cuando es una pieza muy diferente.
  - Orquestada por Graham Sheen. London: Park Publications, 1985, score (35 pages) and part (10 pages) OCLC 83527195.
  - Solo fagot y piano publicado por Emerson Edition, editado por Graham Sheen

### Música de Cámara
- Cuarteto en Mi bemol mayor para clarinete, violín, viola y violonchelo, Op. 2
  - Compuesto en 1807?; publicado en Leipzig, A. Kühnel, 1811.

- Cuarteto en Do menor para clarinete, violín, viola y violonchelo, Op. 4
  - Compuesto en 1804?; publicado en Leipzig, C. F. Peters, 1817.

- Cuarteto en Re mayor para clarinete, violín, viola y violonchelo, Op. 7
  - Compuesto en 1821?; publicado en Leipzig, C. F. Peters, 1823, cat. n.º 1723 y 1783B.

- Cuarteto en Re mayor para flauta, violín, viola y violonchelo, Op. 8 (Edición Peters EKB 056)[9]
  - Arreglos para Op. 7
  - Compuesto en 1821?; publicado en Leipzig, C. F. Peters, 1823.

- Tres dúos para clarinete: N.º 1 en F mayor, N.º 2 en Re menor (score), N.º 3 en Do mayor
  - Publicado en Leipzig, C. F. Peters, 1821.

- Trío Concierto (Potpourri) para clarinete, trompa y fagot

- Divertimento en Do mayor para oboe, dos violines, viola y violonchelo, Op. 9
  - Free score at IMSLP.
  - Publicado en Leipzig, C. F. Peters, 1823, cat. n.º 1728.

### Obras de canto
- Sångstycken ("Canciones")
  - Letra de Esaias Tegnér y otros
  - Publicado en Estocolmo, 1822, 3 volumes.

- Frithiofs saga (10 canciones), para voz y piano
  - Letras de Esaias Tegnér
  - Publicadas en Estocolmo, 1826 y 1827.

- "De los hermosos chorros del Ganges"  para voz, clarinete y piano
  - Música incidentala para Den lilla slafvinnan (La pequeña esclava).
  - Originalmente para soprano y orquesta de cámara.
  - Publicada por Ampleforth, Yorkshire: Emerson Edition, 1980, score (22 pages) y 2 partes OCLC 7818366.
- Oi terve Pohjola! para cuarteto vocal
  - Título en sueco: Hell dig, du höga Nord! ("!Salve, tierra del norte!")
  - También arreglos para coro.
  - Probablemente la composiución de Crusell más popular en Finlandia.[4]

### Música para escenarios
- Lilla slavinnan (La pequeña esclava), ópera en 3 actos
  - Libretto por René Charles Guilbert de Pixérécourt; traducido por Ulrik Emanuel Mannerhjerta y G. Lagerbjelke.
  - Estrenada en Estocolmo el 18 de febrero de 1824.

- - Otras publicaciones:
    - Piano reduction by Ludwig Anton Edvard Passy. Stockholm: Westerberg, [ca. 1825], score (52 pages, "obl. fol.") OCLC 497781417.
    - Libretto, Stockholm, 1824 OCLC 186783678.
    - Motive from "Tusen och en natt". Helsingfors, 1909, score (4 pages) OCLC 58237418.

## Fuente principal
- Asiado, Tel (2004). "Bernhard Henrik Crusell (1775-1838). Swedish-Finnish clarinetist, composer and translator." at Mozart Forum.
- Hillila, Ruth-Esther and Barbara Blanchard Hong (1997). Historical dictionary of the music and musicians of Finland. Westport, Conn.: Greenwood Press. ISBN 978-0-313-27728-3.
- Rice, Albert R. (2003). The clarinet in the classical period. Oxford: Oxford University Press. ISBN 978-0-19-514483-3. OCLC 52514349.
- Sadie, Stanley, ed.; John Tyrell; exec. ed. (2001). The new Grove dictionary of music and musicians, 2nd ed. London: Macmillan. ISBN 978-1-56159-239-5 (hardcover). OCLC 419285866 (eBook).
- Winter, Helmer (1925). Berndt Henric Crusellin 150-vuotismuisto [Berndt Henric Crusell's 150th (birthday) anniversary]. Uusikaupunki: the author. OCLC 58221891 y 249964610.

## Otras fuentes
- Dahlströhm, Fabian (1976). Bernhard Henrik Crusell: klarinettisten och hans större instrumentalverk. Helsingfors: Svenska litteratursällskapet i Finland. Language: Swedish. ISBN 978-951-9017-21-1. OCLC 2695486.
- Kallio, Ilmari (1994). Bernhard Henrik Crusell (1775–1838). Uusikaupunki: Crusell-Society. Language: Finnish. OCLC 246856237.
- Spicknall, John Payne (1974). The solo clarinet works of Bernard Henrik Crusell (1775–1838). Thesis—University of Maryland. OCLC 5665626.
- Wilson, Sven (1977). Bernhard Crusell: tonsättare, klarinettvirtuos. Stockholm: Kungliga Musikaliska Akademien (Royal Swedish Academy of Music). Language: Swedish. ISBN 978-91-85428-07-6. OCLC 185869706. Note: Includes extracts from Crusell's diaries of journeys abroad in 1803, 1811 and 1822. OCLC 4882756.